# Каменный Карьер (Восточно-Казахстанская область)
Каменный Карьер (каз. Каменный Карьер) — село в Глубоковском районе Восточно-Казахстанской области Казахстана. Входит в состав Ушановского сельского округа. Находится примерно в 40 км к юго-востоку от районного центра, посёлка Глубокое. Код КАТО — 634065200.

## Население
В 1999 году население села составляло 242 человека (116 мужчин и 126 женщин). По данным переписи 2009 года, в селе проживал 331 человек (169 мужчин и 162 женщины).